# Невилл, Ральф, 2-й барон Невилл из Рэби
Ральф де Не́вилл (англ. Ralph de Neville; около 1291 — 5 августа 1367) — английский аристократ, администратор и военачальник, 2-й барон Невилл из Рэби с 1331 года, 2-й сын Ранульфа Невилла, 1-го барона Невилла из Рэби, и Евфемии де Клеверинг, дочери Роберта Фиц-Роджера, феодального барона Уоркуэрта. После гибели в 1318 году старшего брата он стал наследником отцовских владений. В юные годы Ральф оказался замешан в восстании Томаса, графа Ланкастера, против Эдуарда II, однако, несмотря на это, смог сохранить благосклонность короля. В дальнейшем он дважды проявил политическое чутьё, переходя на сторону победителя. После того как в 1330 году Ральф поддержал юного короля Эдуарда III в заговоре против матери и её любовника, Роджера Мортимера, он вошёл в число дворян, имевших влияние при дворе. В 1330—1336 годах он был лордом-стюардом королевского двора, позже дважды входил в состав регентского совета, управлявшего Англией во время отсутствия Эдуарда III.
Основная карьера Ральфа связана с англо-шотландской границей, где он вместе с Генри Перси, 2-м бароном Перси из Алника, отвечал за защиту королевства от набегов шотландцев. В 1334 году они вместе были смотрителями Шотландских марок. В 1333—1339 годах он принимал участие в королевских походах в Шотландское королевство, целью которых было утвердить Эдуарда Баллиола на шотландском троне; взамен тот обещал сделать Шотландию вассалом Англии и передать Эдуарду III ряд владений в Южной Шотландии. После начала Столетней войны Ральф вместе с Генри Перси отвечал за защиту Англии от шотландской угрозы. Когда в 1346 году армия под руководством шотландского короля Давида II вторглась в Северную Англию, Невилл был одним из военачальников армии, которая в битве при Невиллс-Кроссе разбила шотландцев, а сам Давид II был захвачен в плен, что снизило угрозу со стороны северного соседа.
В награду за свои успехи Ральф получил ряд владений, в том числе и в Южной Шотландии. Однако король отказался передать ему баронию и замок Уоркуэрт, на которую Невилл претендовал как племянник последнего барона, вместо этого отдав её барону Перси. При этом Ральф получил феодальную баронию Байуэлл в Нортумберленде, что положило начало развитию территориальных интересов Невиллов в Южном Нортумберленде. Возможно, что эти дарения Эдуарда III заложили основы для будущего соперничества между двумя семьями. Кроме того, Ральфу удалось добиться дозволения для себя и жены быть похороненным в Даремском соборе, став первым мирянином, которому была предоставлена такая честь.

## Происхождение
Ральф происходил из знатного английского рода Невиллов. Существовало два рода с таким названием, связанных родством по женской линии. Первый род имел нормандское происхождение; его представители перебрались в Англию во время Нормандского завоевания. К XIII веку существовало несколько ветвей семьи Невиллов, представители которой имели владения в Линкольншире. Наиболее заметными стали 2 ветви, которые благодаря удачным бракам получили владения за пределами Линкольншира. Раньше других приобрели известность Невиллы из Эссекса; эта ветвь угасла в середине XIV века; представители другой ветви получили земли в Северной Англии.
Второй род Невиллов происходил от аристократов, имевших владения в Дареме в Северной Англии. Его представители появились в Англии ещё до Нормандского завоевания и могли иметь англосаксонские и, возможно, шотландские корни. Согласно поздним генеалогиям, Дольфин Фиц-Утред, первый из достоверно известных представителей рода, возможно, был потомком Кринана, основателя Данкельдской династии — королей Шотландии. В 1131 году он получил имение Стейндроп (ранее Стейнторп) в графстве Дарем, которое оставалось центром семейных владений его потомков до 1569 года.
Внук Дольфина, Роберт Фиц-Малдред, женился на Изабелле Невилл. Она была дочерью Джеффри (VI) де Невилла из Баррета, который благодаря браку с Эммой де Балмер получил поместья Балмеров в Йоркшире и Дареме. Единственный сын Джеффри детей не оставил, благодаря чему в 1226 году его земли были унаследованы Изабеллой и Робертом. Их сын Джеффри (VII) взял фамилию матери (Невилл). В состав унаследованных им от матери владений входили замки Брансепет, Шериф Хаттон и Рэби. По названию последнего этот род называли Невиллами из Рэби. Эти владения вместе с наследством, полученным от отца, стали основой для власти Невиллов в Северной Англии. Кроме того, Невиллы из Рэби унаследовали земельные владения Джеффри (VI) Невилла в Линкольншире. Роберт I де Невилл, сын Джеффри (VII), владел в Линкольншире поместьями Баррет (2/3 которого держал от графа Линкольна и 1/3 — от епископа Линкольна), Рэнби (от епископа Линкольна) и Миддл Расен. Кроме того, благодаря удачному браку рано умершего Роберта II де Невилла, сына Роберта I, была унаследована феодальная барония и замок Миддлхэм.
Наследником Роберта I был его внук Ранульф де Невилл. Он служил королям Эдуарду I и Эдуарду II, участвовал в походах в Шотландию, а в 1295 году был вызван в английский парламент как 1-й барон Невилл из Рэби. Он был женат на Евфемии де Клеверинг, дочери Роберта де Клеверинга, 5-го барона Уоркуэрта и Клеверинга. В этом браке родилось несколько сыновей и дочерей; вторым из сыновей был Ральф.

## Ранняя карьера
В источниках того времени год рождения Ральфа не упоминается. Однако, поскольку утверждалось, что в момент смерти отца в 1331 году ему было больше сорока лет, историк Энтони Так считает, что Ральф родился около 1291 года. О его ранней жизни известно мало. Впервые Ральф упоминается в 1318 году, когда воевал в Шотландии. Он участвовал в безуспешной английской военной кампании, целью которой было возвращение захваченного шотландцами Берика. По сообщению хрониста Бридлингтона, 6 июня неподалёку от города произошла стычка англичан с графом Дугласом, в которой погиб старший брат Ральфа, Роберт, известный под прозвищем «Павлин Севера», а он сам и двое его младших братьев, Александр и Джон, попали в плен. Э. Так указывает, что поскольку основные войска англичан прибыли в Берик не раньше сентября, указанная хронистом дата может быть неточной, однако историк не исключает, что эта стычка могла быть инцидентом, не связанным с основной кампанией. Захватившие Ральфа в плен шотландцы потребовали за него выкуп в 2 тысячи марок. Для его выплаты Невилл обратился с просьбой к королю, написав, что его отец слишком обеднел из-за выкупа за сыновей. Однако нет никаких доказательств того, что Эдуард II внёс какой-то вклад для уплаты выкупа за пленника.
Гибель брата сделала Ральфа наследником отца. Свободу он получил не позже 1321 года, поскольку в этом году подписал в качестве вассала Томаса, графа Ланкастера договор в Шерберне. При этом Ральф успешно пережил крушение сторонников Ланкастера в битве при Боробридже в 1322 году. Эдуард II использовал его для службы на англо-шотландской границе: к 1322 году Ральф был назначен хранителем замка Уоркуэрт, а в 1325 году был одним из уполномоченных по поддержанию мира с шотландцами.

## На службе уЭдуарда III
Приверженность Невилла Эдуарду II была неискренней. В сентябре 1326 года в Англии высадилась армия, набранная на континенте восставшими против короля его женой Изабеллой и Роджером Мортимером. Вторгшихся было не очень много, но уже после высадки к ним начали присоединяться сторонники. Хронист Жан Фруассар указывает среди них «сэра де Нёфвиля». По мнению Э. Така, здесь упоминаются Ральф и его братья, поскольку их отец, которому к этому моменту исполнилось 64 года, был уже слишком стар, чтобы принимать участие в политических авантюрах.
После свержения Эдуарда II был коронован его сын, Эдуард III, но фактическая власть оказалась в руках у королевы Изабеллы и Мортимера, ставшего её любовником. В июне 1329 года Ральф сопровождал канцлера, Генри Бергерша, на переговоры с французским королём Филиппом VI о возможных браках между членами королевских семей, но в основном новые правители продолжили пользоваться услугами Невилла на шотландской границе, где он стал одним из помощников Генри Перси, 2-го барона Перси из Алника.
Политическое чутьё вновь не подвело Ральфа, когда он в октябре 1330 года поддержал заговор Эдуарда III против Изабеллы и её любовника Мортимера. В захвате королевы и её временщика в Ноттингемском замке 19 октября принимал активное участие родственник Невилла, Джон Невилл из Хорнби. При этом был убит Хью Терплингтон, управляющий королевского двора; на освободившуюся должность 25 октября был назначен Ральф де Невилл, который входил в число дворян, имевших влияние при дворе Эдуарда III. Однако при этом он сохранил и свои связи с Перси. В январе 1332 года Ральф продлил контракт с бароном Перси, по которому взял на себя обязательство пожизненно служить ему с 20 воинами «во время войны и мира против всех, кроме короля». В обмен Невилл получил в пожизненное пользование принадлежавшее Перси поместье Ньюберн в Нортумберленде.
В 1333 году Ральф принял участие в английском вторжении в Шотландию, чтобы возвести на шотландский трон Эдуарда Баллиола. Тот в сентябре 1332 года был коронован монархом Шотландии в Скуне, но через три месяца был вынужден бежать. В феврале 1333 года Невилл получил от короля подарок в 800 марок. Аналогичное вознаграждение получили и другие дворяне. Судя по всему, таким образом Эдуард III собирался покрыть их расходы в предстоящей военной кампании в Шотландии. В марте Ральф вместе с бароном Уильямом Монтегю, графом Генри Ланкастером и графом Ричардом Арунделом присоединился к Баллиолу, чтобы проследовать через Роксбургшир и осадить Берик. «Анонимная хроника» сообщает, что они отказались от осады города, но Э. Так полагает, что их отряд, вероятно, поджидал, пока в мае к Берику не подойдут основные войска Эдуарда III. Неизвестно, принимал ли Невилл участие в битве при Халидон-Хилле 19 июля. После победы в ней англичан город сдался. В дальнейшем Эдуард III отправлял Ральфа в качестве посланника в созванные Баллиолом парламенты в Скуне (октябрь 1333 года) и Эдинбурге (февраль 1334 года). Целью Невилла было передать инструкции английского короля, чтобы убедить вновь возведённого на шотландский престол Баллиола выполнить условия заключённого им в ноябре 1332 года Роксбургского соглашения, по которому тот согласился принести оммаж за Шотландское королевство Эдуарду III, признав себя его вассалом, а также передать Англии обещанные земли в Южной Шотландии.
Чтобы утвердить Эдуарда Баллиола на шотландском троне и защитить переданные тем Англии шотландские земли, Эдуард III предпринял ряд военных кампаний. Для охраны Шотландских марок и королевских владений в Шотландии Ральф вместе с Генри де Перси в августе 1334 года были назначены смотрителями Шотландских марок, а 29 августа 1335 года получил пожизненную должность хранителя замка Бамборо. Осенью 1334 года Невилл стал рыцарем-баннеретом и привёл с собой отряд из 60 латников и 40 конных лучников для участия в военной кампании, которая проводилась в Шотландии с ноября 1334 по февраль 1335 года. В июне — сентябре 1335 года он вновь принимал участие в походе в Шотландию с отрядом из 85 латников.

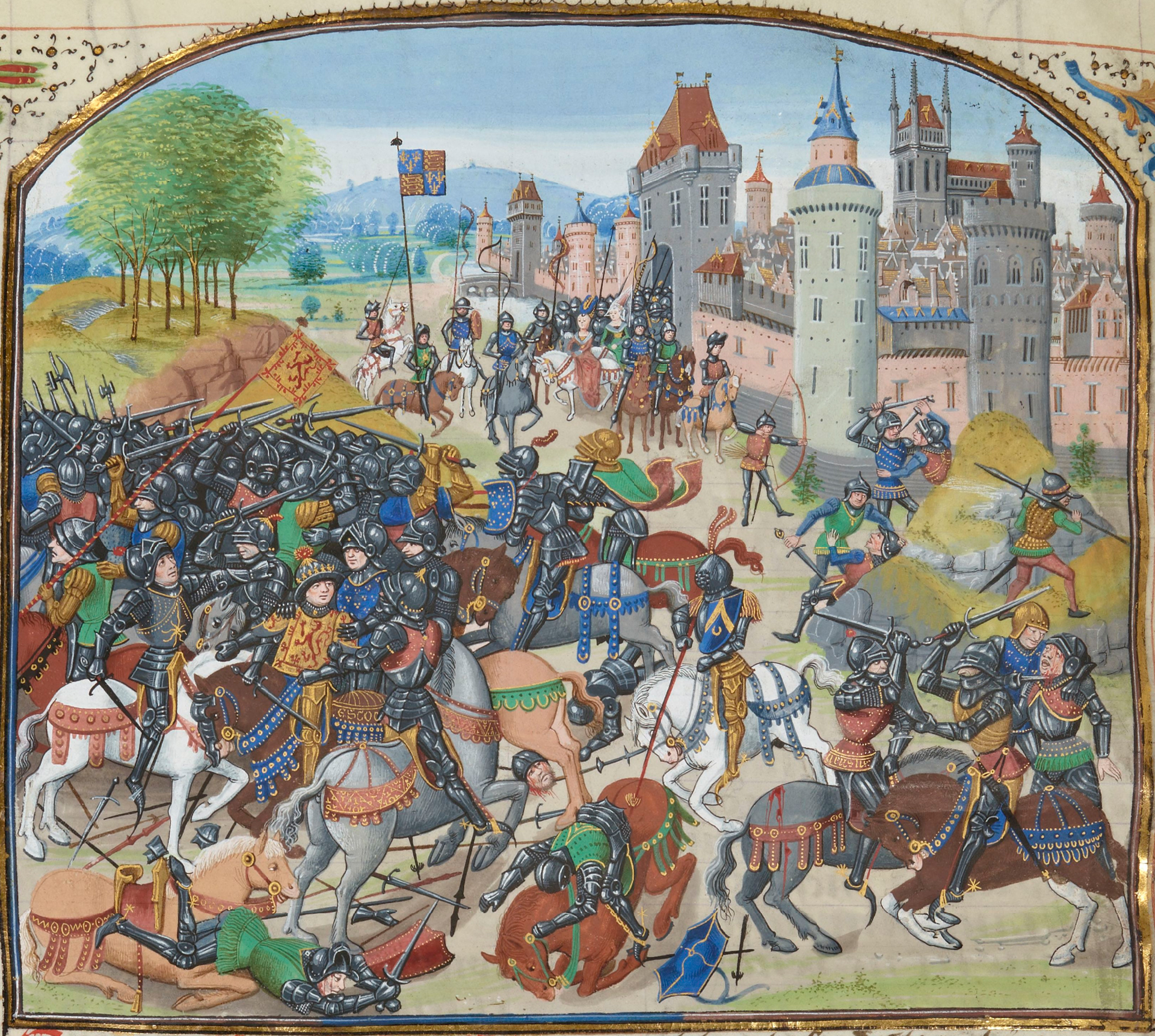
Битва при Невиллс-Кросс. Миниатюра из «Хроник» Фруассара, XV век

По словам хрониста Роберта де Грейстэнса, Невилл в эти годы находился в «великой королевской милости» и за свою службу он получил от Эдуарда III соответствующую награду. После смерти в 1333 году епископа Дарема Льюиса де Бомона именно Ральф до избрания нового епископа управлял светскими владениями Даремской епархии. Возможно, что в этот период он смог использовать своё влияние, чтобы его младший брат Томас в марте 1334 года был назначен архидиаконом Дарема. В 1336 году Ральф получил феодальную баронию Байуэлл в Нортумберленде, что положило начало развитию территориальных интересов Невиллов в Южном Нортумберленде. По мнению Э. Така, возможно, что Ральф надеялся получить баронию и замок Уоркуэрт, которыми ранее владел Джон Фиц-Роберт Клеверинг, брат его матери, но Эдуард III передал эти владения барону Перси. Историк отмечает, что хотя Ральф и Генри Перси, судя по всему, находились в хороших отношениях и вместе участвовали в шотландских делах короля, ранние гранты Эдуарда III, возможно, заложили основы для будущего соперничества между двумя семьями.

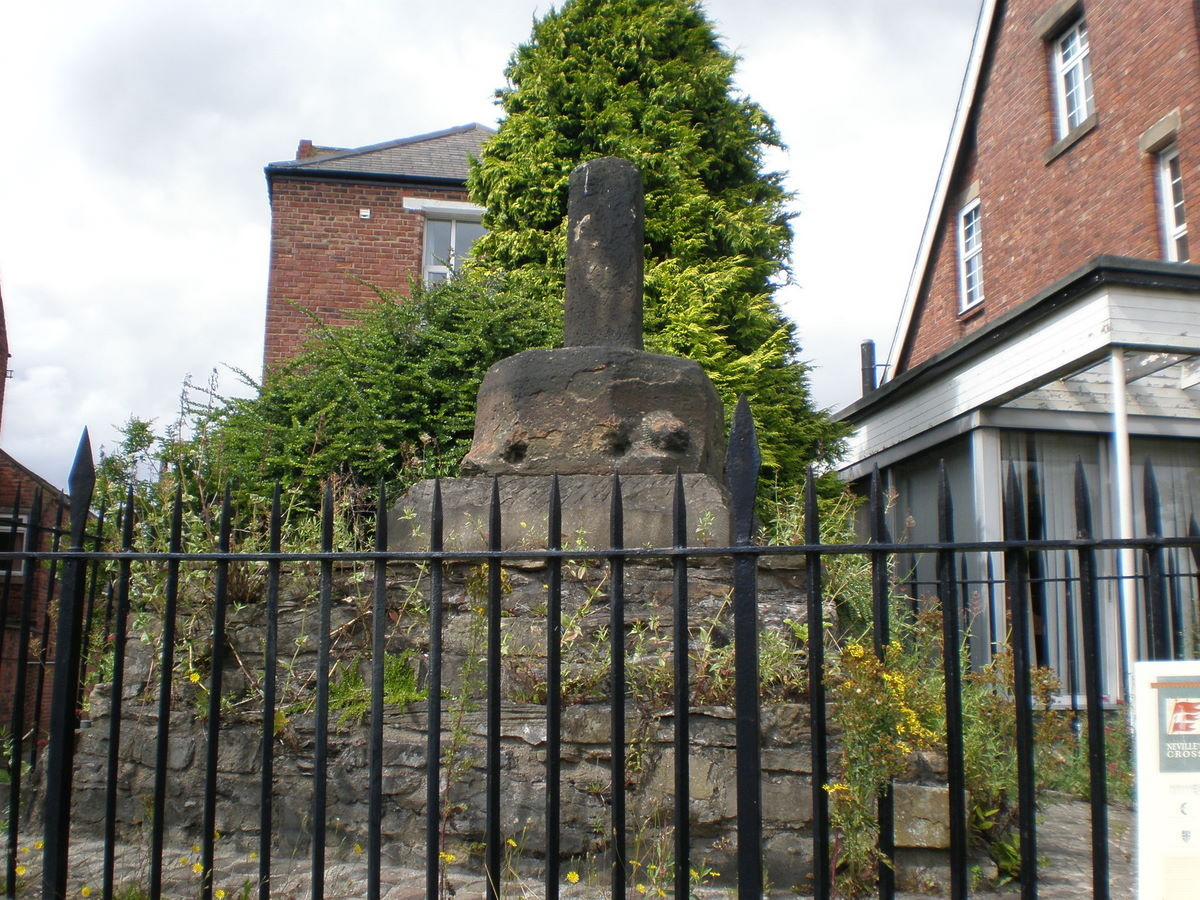
Остатки «Креста Невилла»

Служба Ральфа Эдуарду III не ограничивалась Северной Англией и Шотландией. Должность управляющего королевского двора он занимал до 24 марта 1336 года, но и после этого связи с двором сохранились. Когда король отправлялся за пределы королевства, для управления страной назначались регентские советы. В состав двух из них (созданных в июле 1338 года и июне 1340 года) входил и Невилл. Кроме того, Ральф совместно с Генри Перси несли ответственность за оборону шотландской границы в качестве «королевских военачальников». Он принимал участие в военных кампаниях в Шотландии 1338 и 1339 годов; кроме того, Невиллу были выделены владения в Берикшире и Роксбургшире, но удерживал он их с трудом.
Кульминацией военной карьеры Ральфа стал 1346 год, когда он был одним из военачальников английской армии, разбившей 17 октября в битве при Невиллс-Кроссе шотландцев, которыми командовал король Давид II. Сам шотландский король был захвачен в плен. «Хроника Ланеркоста» описывает Невилла как могучего воина, храброго, хитрого и внушающего страх, который сражался так яростно, что на его врагах после битвы «остались следы от его ударов». Далее он совместно с Гилбертом де Умфравилем, графом Ангусом, вторгся в Шотландию, восстановив английскую власть над землями между границей и Ферт-оф-Фортом. Существует предание, что в честь победы Ральф воздвиг на месте битвы «Крест Невилла» (англ. Neville’s Cross) на Брансепет-роуд к западу от города Дарем. Однако Э. Так считает его, возможно, безосновательным, указывая, что, судя по «Анонимной хронике», место битвы уже называлось «la Nevyle Croice». При этом сохранилось письмо, в котом указывалось, что битва случилась между городом Дарем «и неким холмом под названием Финдонн».

## Последние годы
Пленение шотландского короля уменьшило угрозу со стороны Шотландии, однако Невилл продолжал служить Эдуарду III в качестве хранителя Шотландских марок. В 1355 году он был назначен губернатором Берика. Фруассар упоминает, что Ральф в августе 1350 года участвовал в разгроме кастильского флота в морском сражении при Винчелси, но в остальном последние годы его жизни, судя по всему, прошли спокойно.
В 1350-е годы Ральфа, которому уже было за 50 лет, по мнению Э. Така, больше занимали духовные вопросы. В 1355 году он подарил Даремскому собору облачение из красного бархата, расшитое изображениями святых, которое в своё время было получено от душеприказчиков епископа Ричарда из Бери в качестве погашения долга в 100 фунтов. В этот же период Ральф, по словам Уильяма де Шамбра, обратился к настоятелю Даремского монастыря с просьбой разрешить ему и его жене, Элис де Одли, быть погребёнными в нефе собора. Судя по всему, благодеяния, оказанные Невиллом церкви, и слава победителя шотландцев в битве при Невиллс-Кроссе, одержанная под покровительством мощей святого Кутберта, побудили настоятеля дать такое разрешение. В итоге Ральф стал первым мирянином, которому была предоставлена подобная честь.
Ральф умер 5 августа 1367 года и был похоронен в восточном нефе Даремского собора. Год спустя там была основана часовня для поминания его души. Жена Невилла, Элис де Одли, пережила его и умерла 12 января 1374 года. Её похоронили рядом с мужем.
Верная служба Эдуарду III и успехи, одержанные в войне с Шотландией, оказали большое влияние на семью Ральфа, которая благодаря ему выдвинулась на передний план среди знати Северной Англии. В итоге Невиллы стали вторым по значимости родом в Северно-Восточной Англии после рода Перси.

## Династические планы Невилла
По мнению Э. Така, одним доказательством амбиций Ральфа де Невилла являются его планы относительно детей. Он с января 1327 года был женат на Элис де Одли, дочери сэра Хью Одли, 1-го барона Одли, которая ранее была замужем за Ральфом де Грейстоком, 1-м бароном Грейстоком, умершим в молодом возрасте в 1323 году. Владения Грейстоков унаследовал её сын Уильям, 2-й барон Грейсток (1321—1359), который находился под опекой своего отчима. Поскольку он длительное время не имел детей, Ральф решил обеспечить передачу владений пасынка своим младшим детям, при условии, что они возьмут фамилию и герб Грейстоков. Однако этим планам не суждено было увенчаться успехом, поскольку в 1353 году вторая жена Уильяма Грейстока родила ему сына.
Всего у Ральфа было 5 сыновей. Старший, Джон де Невилл, стал наследником отца. Ещё один, Александр, в 1374—1388 годах был архиепископом Йорка. Из остальных сыновей Роберт принимал активное участие в Столетней войне во Франции, Ральф стал родоначальником рода Невиллов из Тортон-Бриджа, а Уильям был землевладельцем в Йоркшире; в 1387 году его обвинили в приверженности к лоллардам.
Кроме того, у Ральфа известно несколько дочерей, браки трёх из которых, по мнению Э. Така, демонстрируют его стремление установить связи с другими ведущими семьями Северной Англии.

## Брак и дети
Жена: с января 1327 года Элис де Одли (около 1300 — 12 января 1374), дочь сэра Хью Одли, 1-го барона Одли, и Изольты де Мортимер, вдова Ральфа де Грейстока, 1-го барона Грейстока. Дети:
- Джон (около 1330 — 17 октября 1388), 3-й барон Невилл из Рэби с 1367 года[8][23][24].
- Кэтрин (ок. 1330 — до 1 сентября 1361); муж: с ок. 1344 года Уильям Дакр (ок. 1319 — 18 июля 1361), 2-й барон Дакр[5][8][23].
- Александр (около 1332 — 16 мая 1392), архиепископ Йорка в 1374—1388 годах[8][23][25].
- Евфемия (умерла в октябре/ноябре 1393 года); 1-й муж: с апреля 1343 Роберт де Клиффорд (ок. 1327/1328 — 1345), 4-й барон де Клиффорд; 2-й муж: с 1346 года Реджинальд Люси (1324 — ?); 3-й муж: Уолтер Хеселартон (1326 — ?)[5][8][23].
- Томас (около 1332 — 1361)[5][17][23].
- Роберт Невилл из Элдона (после 1332 — после 1345); жена: с ок. 1358 года Клара Пинкней (ок. 1339 — ?)[5][8][23].
- Ральф (после 1333 — около 1380)[5][8][23].
- Элеонора (после 1340 — ?); муж: с 1360 года Джефри Скруп (ок. 1330—1362)[5][8][23].
- Уильям[англ.] (около 1341 — 17 октября 1391), адмирал Севера[англ.] в 1372—1378 годах, королевский рыцарь с 1381 года[8][22][23].
- Маргарет (12 февраля 1341 — 12 мая 1372); 1-й муж: с ок. 1341 года Уильям де Рос (19 мая 1329 — до 3 декабря 1352), 3-й барон Рос из Хелмсли с 1343 года; 2-й муж: с 12 июля 1358 года Генри Перси (10 ноября 1341 — 29 февраля 1408), 1-й граф Нортумберленд[5][8][23].
- Элизабет, монахиня[8].
- Изабелла; муж: сэр Хью Фицхью[8].